# Лидија Алфејева
Лидија Николајевна Алфејева (рус. Лидия Николаевна Алфеева; Дњепропетровск, 17. јануар 1946 — 18. април 2022) била је совјетска атлетичарка специјалиста за скок удаљ.

## Спортска биографија
Алфејева је од 1974. до 1976. три пута узастопно била првакиња СССР у скоку удаљ на отвореном а 1975. и 1976. па првенствима у дворани. На међународним такмичењима први пут је учествовала на Европском првенству 1974. у Риму и завршила као шеста скоком од 6,54 м, заостајући за победницом за 11 cm.
Након што је на Европском првенству у дворани 1975. у Катовицама била друга са 6,29 м други иза Румунке Дорине Катинеану (6,31 м), победила је на следећем 1976. Европском првенству у дворани у Минхену са 6,64 м. Исте године постигла је најважнији успех каријере на Олимпијским играма у Монтреалу. Са дужином од 6,60 метара, освојила је бронзану медаљу иза победнице Ангеле Војт (6,72) из Источне Немачке и другопласиране Американке Кети Макмилан (6,66 м). На Олимпијским играма 1980 била је осма са 6,71 м, док су све три првопласиране скочиле преко 7 метара.

## Лични рекорди
на отвореном: 6,84 м, 12. јун 1980, Москва
у дворани:6,64 м, 22. фебруар 1976, Минхен